# Amt Hörde
| Amt in Preußen     | Amt in Preußen                |
| ------------------ | ----------------------------- |
| Name               | Hörde                         |
| Bestandszeitraum   | 1843–1874                     |
| Provinz            | Westfalen                     |
| Regierungsbezirk   | Arnsberg                      |
| Landkreis          | Dortmund                      |
| Fläche             | 62,5 km² (1871)               |
| Einwohner          | 15.810 (1871)                 |
| Bevölkerungsdichte | 253 Einw./km²                 |
| Gemeinden          | 11 (1845–1858) 10 (1858–1874) |

Das Amt Hörde war von 1843 bis 1874 ein Amt im Kreis Dortmund in der preußischen Provinz Westfalen. Das Gebiet des ehemaligen Amtes gehört heute zur Stadt Dortmund.

## Geschichte
Im Rahmen der Einführung der Landgemeindeordnung für die Provinz Westfalen wurde 1843 im Kreis Dortmund aus der Bürgermeisterei Hörde sowie den beiden Gemeinden Körne und Wambel aus der aufgelösten Landbürgermeisterei Dortmund das Amt Hörde gebildet. Die Bürgermeisterei Hörde war in der Franzosenzeit im Kanton Hörde des Großherzogtums Berg eingerichtet worden.
1845 wurde die Amtseinteilung im Raum Hörde nachträglich korrigiert. Die  Gemeinde Schüren wechselte aus dem Amt Hörde in das Amt Aplerbeck, während Annen-Wullen, Rüdinghausen, Eichlinghofen, Salingen, Persebeck und Menglinghausen zum Amt Lütgendortmund kamen.
Das Amt Hörde umfasste seitdem elf Gemeinden:
- Barop
- Brackel
- Hacheney
- Hörde (Titularstadt)
- Kirchhörde
- Körne
- Lücklemberg
- Niederhofen
- Wambel
- Wellinghofen
- Wichlinghofen

Hörde, bis dahin nur Titularstadt, erhielt am 17. Mai 1858 die preußische Städteordnung, schied aus dem Amt Hörde aus und wurde amtsfrei.
Am 19. Juni 1874 wurde das Amt Hörde aufgelöst. Die Gemeinden Brackel, Körne und Wambel kamen zum neuen Amt Brackel, während Barop, Hacheney, Kirchhörde, Lücklemberg, Niederhofen, Wellinghofen und Wichlinghofen zum neuen Amt Barop kamen.

## Einwohnerentwicklung
| Jahr | Einwohner | Quelle |
| ---- | --------- | ------ |
| 1859 | 10.674    | [ 6 ]  |
| 1871 | 15.810    | [ 7 ]  |